# Zaryń
Zaryń – wieś w Polsce położona w województwie wielkopolskim, w powiecie konińskim, w gminie Wierzbinek, nad Notecią. Miejscowość jest siedzibą sołectwa Zaryń.
Osadnictwo na obszarze współczesnego Zarynia istniało w okresie kultury łużyckiej i średniowiecza. Etymologicznie nazwa odnosi się do położenia „za Rynem” (miejscowością w sąsiedniej gminie Sompolno), jednak wcześniej nazywana była Grabiną. W 1914 roku jedynie trzy rodziny były polskie, resztę wsi zamieszkiwali Niemcy. Wzrost liczby mieszkańców nastąpił w XIX wieku z 33 do ponad dwustu. W latach 1975−1998 miejscowość administracyjnie należała do województwa konińskiego. W roku 2009 Zaryń wraz z miejscowością Zamość liczył 501 mieszkańców, w tym 239 kobiet i 262 mężczyzn.
W gminnej ewidencji zabytków ujęte są:
- nieczynny cmentarz ewangelicki z poł. XIX w.,
- dom gliniany (nr 32) z początku XX w.,
- zespół dworca kolejowego, w tym:
  - murowany dworzec z 1933 roku funkcjonujący jako stacja kolejowa Zaryń na trasie magistrali kolejowej Chorzów Batory - Tczew[10],
  - 3 murowane domy pracownicze (nr 11, 12, 13), także z 1933 r.

Poza tym w miejscowości znajdują się: zbudowana w 1967 roku szkoła podstawowa, wiejski dom kultury, biblioteka oraz punkt badawczy Sieci Krajowej Monitoringu Zwykłych Wód Podziemnych.